# Lachemilla polylepis
Lachemilla polylepis är en rosväxtart som först beskrevs av Hugh Algernon Weddell, och fick sitt nu gällande namn av Werner Hugo Paul Rothmaler. Lachemilla polylepis ingår i släktet Lachemilla och familjen rosväxter. Inga underarter finns listade i Catalogue of Life.